# Charles William Post
Charles William Post, conocido por sus iniciales C. W. Post (Springfield, Illinois, 26 de octubre de 1854 – 9 de mayo de 1914) fue un empresario estadounidense. Pionero en la fabricación de cereales y alimentos para el desayuno, fue el fundador de Post Consumer Brands.

## Biografía
Charles William Post nació el 26 de octubre de 1854 en Springfield, Illinois, hijo de Charles Rollin Post y Caroline Lathrop Post.  Estudió en la Universidad Industrial de Illinois un par de años, pero abandonó antes de lograr el título. 

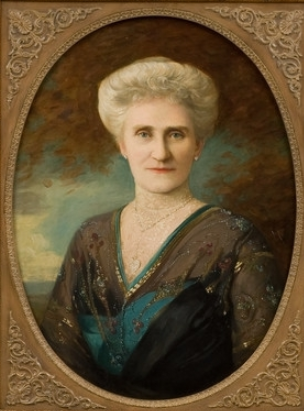
Ella Leticia Merriweather

En noviembre de 1874, Post se casó con Ella Letitia Merriweather; tuvieron una hija, Marjorie. Post se separó de su esposa en 1904 y se casó con Leila Young, su secretaria, en noviembre de 1904.  

## Trayectoria

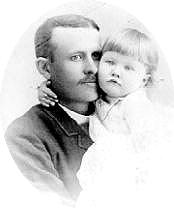
C. W. Post con su única hija, Marjorie Merriweather Post

En 1895, Post fundó Postum Cereal Co. y sacó a la venta su primer producto, la bebida de cereales Postum. En 1897 estrenó su primer cereal para el desayuno, que fue llamado Grape-Nuts, de aroma afrutado. En 1904, lanzó una marca de copos de maíz, Elijah's Manna, más tarde llamada Post Toasties (1908). El gobierno británico se negó a permitir que Post comercializara su cereal en el Reino Unido usando el nombre Elijah's Manna, afirmando que era un sacrilegio.
En 1906, Post invirtió parte de sus ganancias en bienes raíces de Texas, comprando un enorme terreno de 91.000 ha en los condados de Garza y Lynn. En ellos construyó una nueva ciudad, a la que llamó Post City. Se plantaron árboles de sombra, se dispusieron parcelas agrícolas y se construyeron un hotel, una escuela, iglesias y tiendas para la nueva ciudad del condado de Garza.
En 1907, Collier's Weekly publicó un artículo cuestionando la afirmación hecha en los anuncios de Grape Nuts de que podía curar la apendicitis. Post respondió con anuncios que cuestionaban la capacidad mental del autor del artículo y Collier's Weekly presentó una demanda por difamación. El caso se resolvió en 1910 y Post recibió una multa de 50.000 dólares. La sentencia fue revocada en apelación, pero la publicidad de los productos Postum dejó de hacer tales afirmaciones.

## Muerte y legado

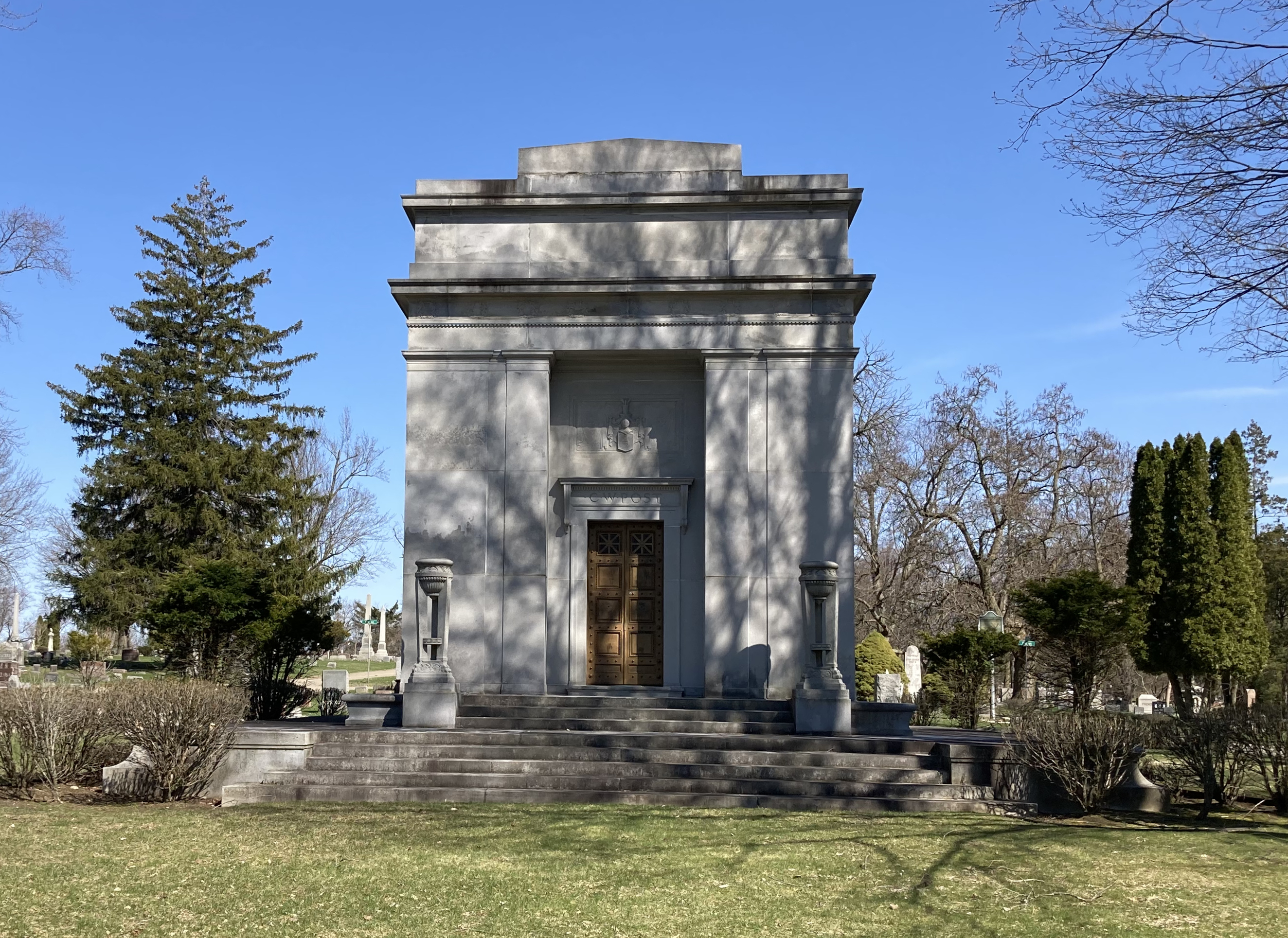
Mausoleo de Post en el cementerio de Oak Hill

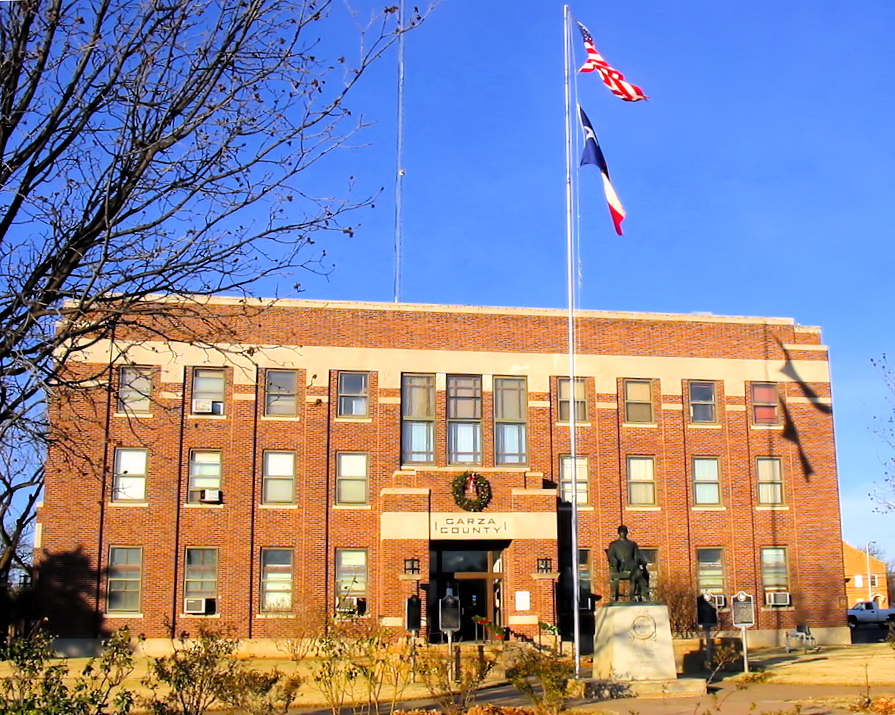
Una estatua de C. W. Post frente al juzgado del condado de Garza

A finales de 1913, la salud de Post se deterioró.    El 9 de mayo de 1914, abatido por una enfermedad estomacal, Post se suicidó de un disparo. Tenía 59 años.  Fue enterrado en el cementerio Oak Hill, en Battle Creek. 